# Anders Rosén (läkare)
Anders Erik Rosén, född 1 juni 1932 i Boliden i Skellefteå landsförsamling, är en svensk läkare och professor. 
Rosén, vars far var gruvingenjör, blev medicine licentiat vid Karolinska institutet 1958, medicine doktor och docent där 1963, var underläkare vid Serafimerlasarettets medicinska klinik 1963–1965, forskningsläkare där 1965–1972, professor och föreståndare för Socialstyrelsens läkemedelsavdelning 1972–1984, medicinsk chef vid Bristol-Myers Squibb AB från 1984. Han var ordförande i Läkemedelsindustrins läkarförening 1984–1989 och valdes till vice ordförande i International Federation of Associations of Pharmaceutical Physicians 1990.